# Torre Clementina
Torre Clementina è stata una torre costiera situata nel territorio del comune di Fiumicino. Fu distrutta durante la seconda guerra mondiale, ma nonostante ciò, dopo il distacco dal comune di Roma del Municipio XIV nel 1992 la torre è divenuta simbolo di Fiumicino apparendo nello stemma e nel gonfalone comunali.

## Storia
La torre fu realizzata nel 1773 su ordine di papa Clemente XIV, da cui prese il nome, per sostituire la torre Alessandrina, trasformata in dogana visto l'allontanamento della linea di costa, nella funzione di torre di guardia costiera. La costruzione fu realizzata a circa 500 metri di distanza dalla precedente. Il progetto originale è conservato presso l'Archivio di Stato di Roma, anche se dal materiale fotografico è possibile immaginare che non fosse stato applicato pedissequamente. Una ricostruzione della struttura originaria della torre può essere effettuata sulla base di un affresco conservato presso il Salone del biliardo del palazzo Pontificio di Castel Gandolfo.
Nel 1808 le truppe ivi stanziate respinsero due navi dopo una battaglia durata tre giorni. Nei secoli successivi ospitò il castellano di Fiumicino e fu utilizzata anche dalla Regia Guardia di Finanza. Fu distrutta alle 18:00 del 30 aprile 1944 dai soldati tedeschi in ritirata, con l'intento di non lasciare postazioni strategiche o difensive agli Alleati.

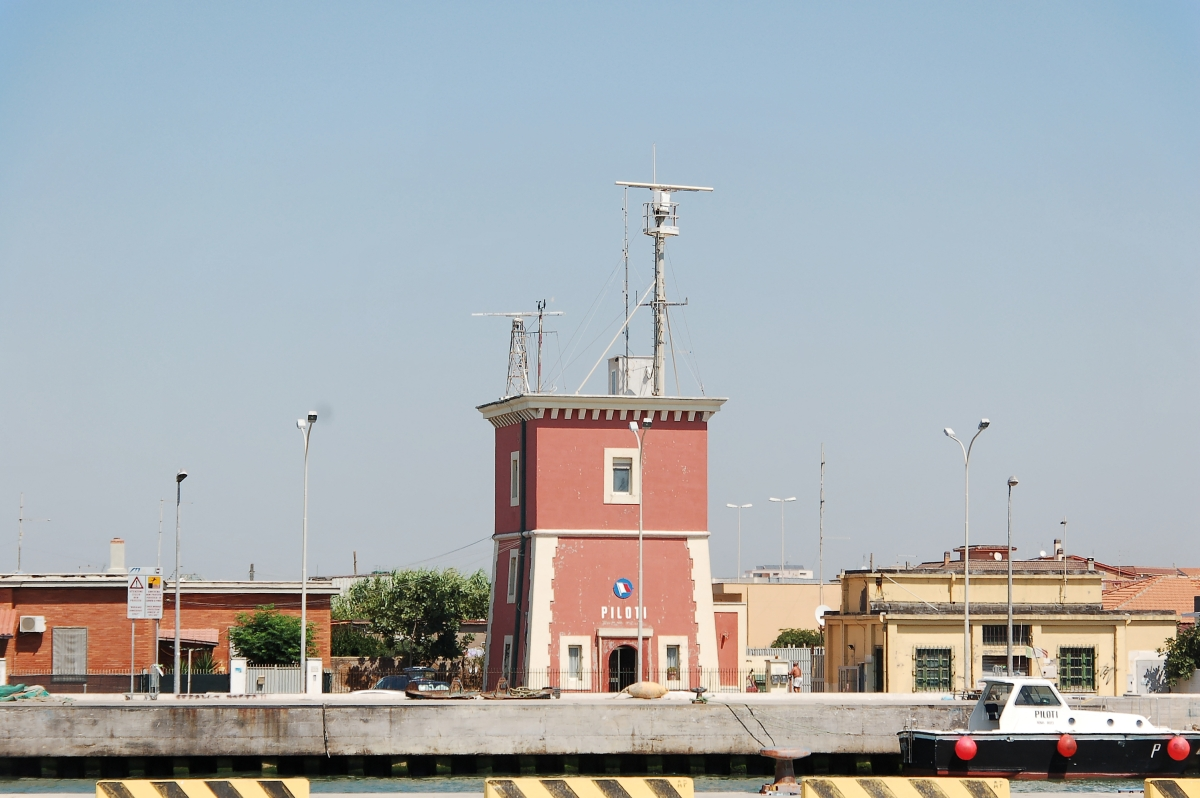
La torre dei Piloti su via della Torre Clementina

Nel secondo dopoguerra fu realizzata una sorta di replica della torre denominata torre dei Piloti e nel 1982 la via sulla quale era posizionata fu chiamata "via della Torre Clementina". Con il distacco del Municipio XIV dal comune di Roma nel 1992, la torre fu scelta come stemma del neonato comune di Fiumicino, che presenta una rappresentazione ideale della torre tinta di rosso.

## Descrizione

Lo stemma del comune di Fiumicino

La torre si presentava come un parallelepipedo rettangolare poggiato su un tronco di piramide, che costituiva la scarpa, con un'altezza complessiva di circa 20 metri e una larghezza alla base di circa 10 metri per lato.
Il terrazzo era leggermente sporgente e oltre alle garitte di vedetta vi era un pennone rialzato per le segnalazioni e la comunicazione con le altre postazioni difensive.
La facciata rivolta verso il paese presentava una targa marmorea sovrastata dallo stemma papale di Clemente XIV che recitava:
QUOD ANTIQUIS TURRIBUS

OB ARESCENTIA MARIS LITTORA

MINUS IDONEIS

ELGANTISSIMAM HANC

IN IPSO RIPAE SUPERCILIO A FUNDA-
MENTIS EXCITARI JUSSERIT

ANNO A PARTU VIRGINIS

MDCCLXXIII»
La scala di accesso alla torre era posta sulla facciata rivolta verso il paese e la parte finale di quest'ultima era inizialmente ripiegabile, in modo tale da ostacolare l'ingresso alla torre.